# Acquaformosa
Acquaformosa (Firmoza in arbëreshë) è un comune italiano di 960 abitanti della provincia di Cosenza in Calabria.

## Geografia fisica
Il paese è collocato ad un'altitudine di 756 metri s.l.m. Il territorio è posto nell'alto bacino del fiume Esaro e fa parte del Parco nazionale del Pollino.

## Storia
Le origini storiche di Acquaformosa risalgono al 1140, allorché il Conte Ogerio (o Ruggero) e sua moglie Basilia, Signori di Brahalla (l’odierna Altomonte) dal 1140 al 1197, donarono ai monaci cistercensi dell’abbazia di Santa Maria della Sambucina di Luzzi la chiesa di Santa Maria di San Leucio e delle vaste tenute dove avrebbero potuto edificare un monastero ed un casale nelle sue vicinanze, verso di cui esercitare la giurisdizione civile e criminale come feudatario. La data della fondazione del abbazia di Santa Maria di San Leucio non è certa. Essa oscilla tra il 1195 ed il 1197, durante l’episcopato di Luca Campano, arcivescovo di Cosenza.
Intorno all'abbazia nacque una piccola comunità di contadini al servizio dell'abbazia stessa. In poco tempo l'abbazia di Santa Maria di San Leucio ebbe tante donazioni che ben presto raggiunse una notevole prosperità. Nei registri di Carlo II d’Angiò del 1278 e del 1302 risulta il Casale abbandonato di Calatro (o Galatro) tra i possedimenti dell'abbazia e le sue proprietà si estesero fino ai confini con Viggianello, dalla valle del Lao a quella del Sinni fino al mare Tirreno con l'isola di Dino. Poi, dopo un periodo florido, l'abbazia di Santa Maria di San Leucio subì un lento ma inesorabile declino.
Alla morte dell'abate Francesco di Carraria, l'abbazia di Santa Maria di San Leucio fu concessa in commenda al chierico Carlo de Cioffis, che ne fu provvisto con bolla pontificia il 3 aprile 1490. Nel 1501, i rappresentanti dei coloni arrivati dai Balcani si presentano dal commendatario Carlo de Cioffis al quale chiesero di stabilirsi nel territorio o nelle vicinanze dell'abbazia. Venne firmato un accordo di 26 punti tra l'abate Carlo de Cioffis e gli albanesi stabilendo l’edificazione del Casale in contrada "Arioso" dietro precise e ben determinate condizioni. Nacque così il Casale di Acquaformosa. Dal censimento del 1501 si evince che la popolazione consisteva in 22 fuochi (famiglie).
Successivamente Acquaformosa entrò a fare parte dei domini dei Sanseverino, Principi di Bisignano. Nel 1564, Erina Castriota, madre e tutrice del principe Nicolò Berardino Sanseverino, vendette per 150 ducati a Ottavio Papaleo di San Pietro in Galatina la giurisdizione criminale e il casalinaggio di Acquaformosa.

### Incidente aereo di Santa Maria del Monte
Il 25 marzo 1982 il Fiat G.91 appartenente al 32º Stormo e pilotato dal ventiquattrenne tenente Giovanni Pinto si schiantò sui monti tra Acquaformosa e Lungro, vicino al santuario di Santa Maria del Monte. Un pastore fu testimone della tragedia descrivendo una "fiammata in cielo" ma solo il giorno dopo, salendo sui monti a pascolare il gregge, trovò i resti del velivolo. Tra le ipotesi dell'incidente la più accreditata è la presenza di fitti banchi di nebbia. In suo ricordo è stato eretto un trullo nella località dello schianto.

### Simboli
Lo stemma e il gonfalone sono stati concessi con decreto del presidente della Repubblica del 19 gennaio 1960.
Lo stemma si presenta d'argento, a due fasce ondate di azzurro; al capo di rosso, caricato dell'aquila bicipite di nero, sormontata dall'elmo di Scanderbeg d'oro.
Il gonfalone è un drappo troncato di bianco e di rosso, riccamente ornato di ricami d'argento.

## Monumenti e luoghi d'interesse

### Architetture religiose
- Chiesa di San Giovanni Battista, costruita dagli albanesi all'incirca nel 1500[14]. Evidenti gli elementi dell'architettura romanica. Importanti e imponenti i mosaici della chiesa[14] ad opera dell'artista locale Biagio Capparelli.
- Santuario di Santa Maria del Monte, posto a 1426 m s.l.m., è annualmente meta di tanti pellegrini e fedeli che nell'ultima domenica di luglio, accorrono per partecipare alla festa.

## Società

### Evoluzione demografica
Abitanti censiti

## Cultura
Il comune fa parte della minoranza etno-linguistica albanese d'Italia (arbëreshë), presente in tutto il territorio dell'Italia meridionale. La popolazione ne custodisce gli usi, i costumi e le tradizioni e conserva la lingua e il rito bizantino, soggetto alla giurisdizione ecclesiale dell'eparchia di Lungro.

### Tradizioni e folclore
I costumi, le tradizioni, il rito e la lingua sono una ricchezza che gli abitanti di Acquaformosa hanno mantenuto inalterati nel tempo. Di generazione in generazione i giovani del paese, si sono impegnati alla fondazione di gruppi folcloristici per salvaguardate e trasmettere le tradizioni.
Tra le più importanti manifestazioni religiose si ricordano: la festa di Santa Maria del Monte, ultima domenica di luglio; la festa di San Giovanni Battista, 29 agosto; durante il periodo di Carnevale si celebrano le "Vallje", ballo con canti inneggianti alla vittoria di Giorgio Castriota Scanderbeg sui turchi, e nel primo venerdì di marzo, i ragazzi in gruppo, suonando dei campanacci, beffeggiando la gente del paese evidenziandone pregi e difetti. La festa più importante è quella di Pasqua, nel giorno di quaresima si intonano le "Kalimere'", cantilene drammatizzate che rievocano la Passione di Cristo; e nella solenne Pasqua (Pashkët) viene annunciata dalle note del canto sacro in lingua greca "Kristos Anesti", che significa Cristo è risorto, intonato in coro per le chiese e le strade del paese. Le feste religiose quindi, con il solenne e suggestivo rito bizantino, hanno un sapore particolare. La festa della Madonna del Monte (Festa e Shën Mërisë së Malit) si svolge la prima e l'ultima domenica di luglio con pellegrinaggio della parrocchia di Acquaformosa, Lungro, Firmo e altri paesi albanesi circostanti, con canti, danze e le donne vestite nei tradizionali costumi albanesi. L'ultima domenica di maggio si festeggia la Madonna della Misericordia. È consuetudine durante l'Epifania (ujët të pagëzuam) la benedizione dell'acqua nella Fontana Vecchia (Kroj Pjak).

### Costume
Acquaformosa conserva l'abito arbëreshë, nelle sue tradizionali differenze per l'uso e l'evento. Le varie tipologie dei costumi sono: costume di mezzafesta con gonna "kamizolla" e scialle intorniato da gallone dorato; costume "kandusha" della ragazza in attesa di marito; costume di lutto; costume ragazza da marito; e costume nuziale con il diadema nuziale, keza, il gallone, galuni, che circondano le spalle.

### Musica
Di grande connotazione, Acquaformosa ha avuto sempre un certo impatto per quanto riguarda la musica, soprattutto nel Festival delle migrazioni che si svolge ogni anno a fine agosto.
Tanti artisti di calibro Sud Sound System, Bandabardò, Cisco, Banco del Mutuo Soccorso, Roberto Vecchioni, Eugenio Finardi, Baba Sissoko, Almamegretta, Peppa Marriti Band sempre restando in tema emigrazione, e tanti altri hanno arricchito un patrimonio musicale in una realtà piccola ma aperta.

## Amministrazione
| Periodo        | Periodo   | Primo cittadino  | Partito                                            | Carica  | Note |
| -------------- | --------- | ---------------- | -------------------------------------------------- | ------- | ---- |
| 10 Giugno 2024 | in carica | Annalisa Milione | lista civica Lista n. 1 “Insieme per Acquaformosa” | Sindaco |      |

### Gemellaggi
- Montceau-les-Mines, dall'ottobre 2019

## Curiosità
Non per una credenza popolare, il 24 giugno è la festa della nascita di San Giovanni Battista, ma per gli eventi è previsto solitamente il giorno prima della decapitazione, ovvero il 28 agosto.